# Hällsjön (Orsa socken, Dalarna)
Hällsjön är en sjö i Orsa kommun i Dalarna och ingår i Dalälvens huvudavrinningsområde. Sjön har en area på 0,277 kvadratkilometer och ligger 339 meter över havet. Vid provfiske har abborre, bäckröding och öring fångats i sjön.

## Delavrinningsområde
Hällsjön ingår i det delavrinningsområde (679211-143138) som SMHI kallar för Mynnar i Unnan. Medelhöjden är 439 meter över havet och ytan är 24,5 kvadratkilometer. Det finns inga avrinningsområden uppströms utan avrinningsområdet är högsta punkten. Hällvasseln som avvattnar avrinningsområdet har biflödesordning 4, vilket innebär att vattnet flödar genom totalt 4 vattendrag innan det når havet efter 344 kilometer. Avrinningsområdet består mestadels av skog (81 procent) och sankmarker (11 procent). Avrinningsområdet har 0,28 kvadratkilometer vattenytor vilket ger det en sjöprocent på 1,1 procent.